# Bommes
Bommes – miejscowość i gmina we Francji, w regionie Nowa Akwitania, w departamencie Żyronda.
Według danych na rok 1990 gminę zamieszkiwało 446 osób, a gęstość zaludnienia wynosiła 77 osób/km² (wśród 2290 gmin Akwitanii Bommes plasuje się na 753. miejscu pod względem liczby ludności, natomiast pod względem powierzchni na miejscu 1374.).